# Tereza Mihalíková
Tereza Mihalíková (Topoľčany, 2 de junio de 1998) es una jugadora de tenis del eslovaca.
Tereza tiene como mejor ranking individual, el puesto número 343, logrado en diciembre de 2018 y como mejor ranking de dobles el 33, alcanzado en marzo de 2025.
En 2015, Mihalíková ganó las el Abierto de Australia júnior, derrotando a Katie Swan en la final. En el 2016 ganaría el título de dobles del abierto de Australia haciendo pareja con  Anna Kalinskaya.

## Títulos WTA (2; 0+2)

### Dobles (2)
| Leyenda              |
| -------------------- |
| Grand Slam (0)       |
| Juegos Olímpicos (0) |
| WTA Finals (0)       |
| WTA 1000 (0)         |
| WTA 500 (1)          |
| WTA 250 (1)          |

| N.º | Fecha                    | Torneo   | Superficie | Pareja          | Oponentes en la final             | Resultado         |
| --- | ------------------------ | -------- | ---------- | --------------- | --------------------------------- | ----------------- |
| 1.  | 19 de septiembre de 2021 | Portoroz | Dura       | Anna Kalinskaya | Aleksandra Krunić Lesley Kerkhove | 4-6, 6-2, [12-10] |
| 2.  | 22 de junio de 2025      | Berlín   | Hierba     | Olivia Nicholls | Sara Errani Jasmine Paolini       | 4-6, 6-2, [10-6]  |

#### Finalista (5)
| N.º | Fecha                    | Torneo           | Superficie | Pareja           | Oponentes en la final           | Resultado   |
| --- | ------------------------ | ---------------- | ---------- | ---------------- | ------------------------------- | ----------- |
| 1.  | 18 de septiembre de 2022 | Portoroz         | Dura       | Cristina Bucșa   | Marta Kostyuk Tereza Martincová | 4-6, 0-6    |
| 2.  | 17 de junio de 2023      | 's-Hertogenbosch | Hierba     | Viktória Kužmová | Shuko Aoyama Ena Shibahara      | 3-6, 3-6    |
| 3.  | 11 de febrero de 2024    | Cluj-Napoca      | Dura (i)   | Harriet Dart     | Caty McNally Asia Muhammad      | 3-6, 4-6    |
| 4.  | 16 de junio de 2024      | 's-Hertogenbosch | Hierba     | Olivia Nicholls  | Ingrid Neel Bibiane Schoofs     | 6-7(3), 3-6 |
| 5.  | 15 de marzo de 2025      | Indian Wells     | Dura       | Olivia Nicholls  | Asia Muhammad Demi Schuurs      | 2-6, 6-7(4) |

## Títulos WTA 125s

### Dobles (3–3)
| Resultado | Fecha                   | Torneos       | Superficie            | Pareja             | Oponentes                        | Resultado        |
| --------- | ----------------------- | ------------- | --------------------- | ------------------ | -------------------------------- | ---------------- |
| Finalista | 12 de junio de 2021     | Bol           | Tierra batida         | Ekaterine Gorgodze | Aliona Bolsova Katarzyna Kawa    | 1-6, 6-4, [6-10] |
| Finalista | 10 de julio de 2021     | Bastad        | Tierra batida         | Kamilla Rakhimova  | Mirjam Björklund Leonie Küng     | 7-5, 3-6, [5-10] |
| Campeona  | 12 de diciembre de 2021 | Angers        | Dura (i)              | Greet Minnen       | Monica Niculescu Vera Zvonareva  | 4-6, 6-1, [10-8] |
| Campeona  | 10 de julio de 2022     | Contrexéville | Tierra batida         | Ulrikke Eikeri     | Xinyun Han Alexandra Panova      | 7-6(8), 6-2      |
| Campeona  | 30 de octubre de 2022   | Tampico       | Dura                  | Aldila Sutjiadi    | Ashlyn Krueger Elizabeth Mandlik | 7-5, 6-2         |
| Finalista | 16 de marzo de 2024     | Charleston    | Tierra batida (verde) | Sara Errani        | Olivia Gadecki Olivia Nicholls   | 2-6, 1-6         |

## Títulos ITF

### Individual: 8
| Leyenda                    |
| -------------------------- |
| Torneos de $100,000        |
| Torneos de $75,000         |
| Torneos de $60,000         |
| Torneos de $25,000         |
| Torneos de $10,000/$15,000 |

| Finales por superficie |
| ---------------------- |
| Dura (8–2)             |
| Arcilla (0–1)          |
| Hierba (0–0)           |
| Alfombra (0–0)         |

| Núm. | Fecha                   | Categoría | Torneo                  | Superficie | Adversario         | Puntuación    |
| ---- | ----------------------- | --------- | ----------------------- | ---------- | ------------------ | ------------- |
| 1.   | 19 de abril de 2015     | $10,000   | Cairo, Egipto           | Dura       | Dea Herdželaš      | 7–5, 6–3      |
| 2.   | 16 de agosto de 2015    | $10,000   | Sharm el-Sheikh, Egipto | Dura       | Sara Tomic         | 6–2, 6–0      |
| 3.   | 28 de febrero de 2016   | $10,000   | Sharm el-Sheikh, Egipto | Dura       | Varvara Flink      | 6–1, 6–4      |
| 4.   | 2 de abril de 2016      | $10,000   | Manama, Baréin          | Dura       | Anna Kalinskaya    | 7–5, 6–1      |
| 5.   | 28 de agosto de 2016    | $10,000   | Sharm el-Sheikh, Egipto | Dura       | Ana Veselinović    | 2–6, 6–3, 6–4 |
| 6.   | 4 de septiembre de 2016 | $10,000   | Sharm el-Sheikh, Egipto | Dura       | Valeria Bhunu      | 6–3, 7–6(7-3) |
| 7.   | 15 de octubre de 2017   | $15,000   | Sharm el-Sheikh, Egipto | Dura       | Nastja Kolar       | 6–2, 6–4      |
| 8.   | 10 de marzo de 2018     | $15,000   | Bhopal, India           | Dura       | Emily Webley-Smith | 6–1, 5–7, 6–0 |

### Dobles: 11
| Leyenda          |
| ---------------- |
| $100,000 torneos |
| $80,000 torneos  |
| $60,000 torneos  |
| $25,000 torneos  |
| $15,000 torneos  |
| $10,000 torneos  |

| Títulos por superficie |
| ---------------------- |
| Dura (7)               |
| Arcilla (5)            |
| Hierba (0)             |
| Alfombra (0)           |

| Núm. | Fecha                   | Categoría | Torneo                  | Superficie | Socio              | Adversarios                             | Puntuación       |
| ---- | ----------------------- | --------- | ----------------------- | ---------- | ------------------ | --------------------------------------- | ---------------- |
| 1.   | 1 de abril de 2016      | $10,000   | Manama, Baréin          | Dura       | Anna Kalinskaya    | Katharina Hering Kimberley Zimmermann   | 7–5, 6–3         |
| 2.   | 15 de mayo de 2016      | $100,000  | Trnava, Eslovaquia      | Arcilla    | Anna Kalinskaya    | Evgeniya Rodina Anastasija Sevastova    | 6-1, 7–6 (7–4)   |
| 3.   | 2 de julio de 2016      | $10,000   | Amarante, Portugal      | Dura       | Inês Murta         | Jessica Crivelletto Despina Papamichail | 7–6 (7–5) , 6–3  |
| 4.   | 26 Marcha 2017          | $15,000   | Sharm El Sheikh, Egipto | Dura       | Anna Morgina       | Li Yuenu Meng Corrió                    | 2–6, 6–4, [10–5] |
| 5.   | 22 de abril de 2017     | $15,000   | Cairo, Egipto           | Arcilla    | Mariam Bolkvadze   | Bojana Marinković Despina Papamichail   | 7–6(9–7), 6–3    |
| 6.   | 27 de mayo de 2017      | $15,000   | Hammamet, Túnez         | Arcilla    | Naiktha Bains      | Francesca Bullani Veronica Napolitano   | 4–6, 6–1, [10–5] |
| 7.   | 10 de noviembre de 2017 | $25,000   | Pune, India             | Dura       | Jaqueline Cristian | Lee Pei-chi Yana Sizikova               | 4–6, 6–3, [10–7] |
| 8.   | 4 de mayo de 2018       | $25,000   | Tbilisi, Georgia        | Dura       | Laura Pigossi      | Sviatlana Pirazhenka Erika Vogelsang    | 6–4, 6–1         |
| 9.   | 31 de agosto de 2018    | $25,000   | Almaty, Kazajistán      | Dura       | Valeriya Strakhova | Polina Monova Yana Sizikova             | 1–6, 6–2, [10–5] |
| 10.  | 7 de octubre de 2018    | $25,000   | Lagos, Nigeria          | Dura       | Julia Terziyska    | Estelle Cascino Deniz Khazaniuk         | 6-7, 6–2, [10–7] |
| 11.  | 23 de marzo de 2019     | $25,000   | Canberra, Australia     | Arcilla    | Naikhta Bains      | Ellen Perez Destanee Aiava              | 4-6 6-2 [10-4]   |